# St. Cyprian (Bonn)

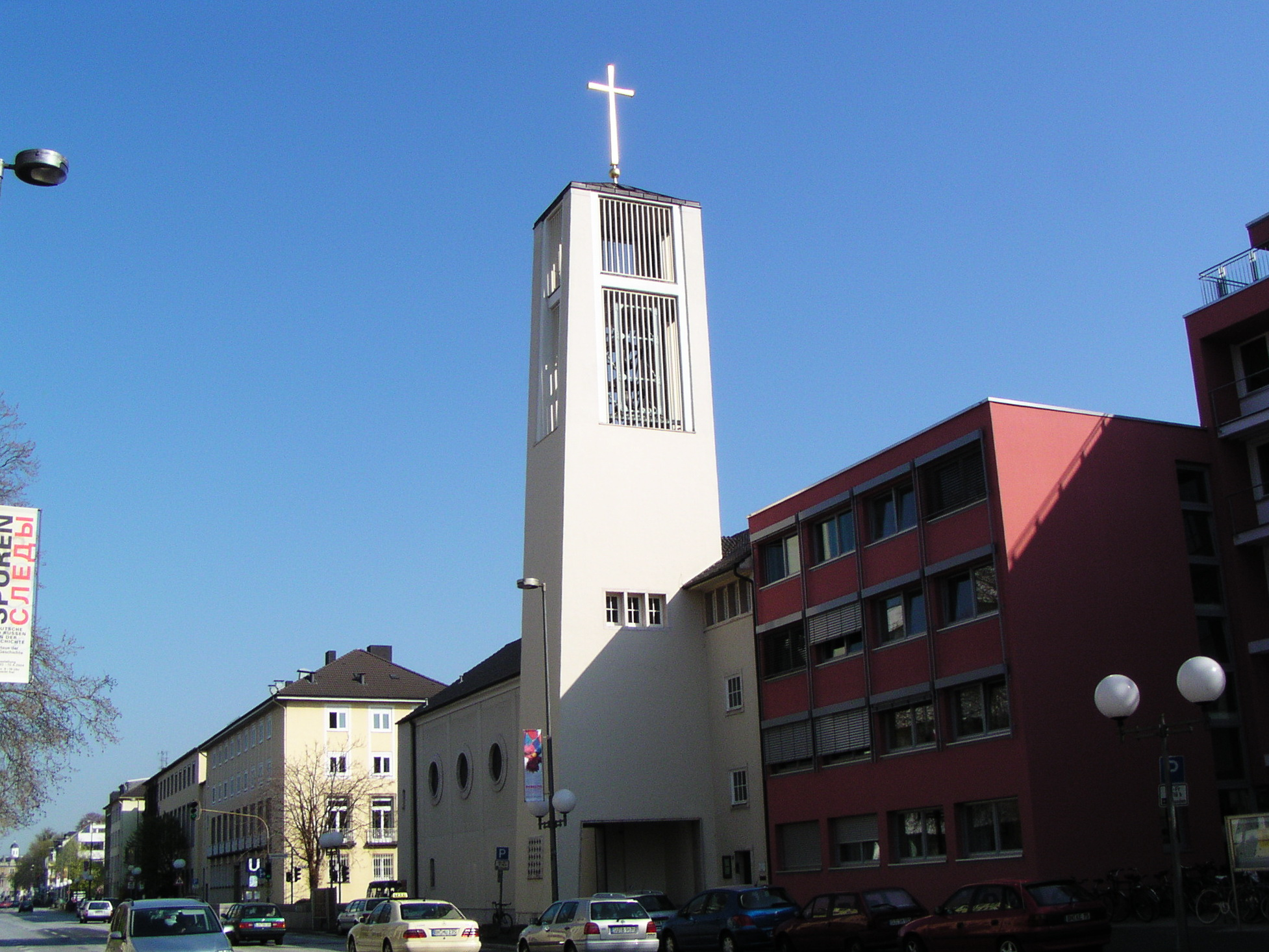
St. Cyprian in Bonn

St. Cyprian ist die Pfarrkirche der alt-katholischen Gemeinde in Bonn. Sie liegt an der Adenauerallee in der Südstadt nahe dem Rheinufer.

## Baubeschreibung
Bei St. Cyprian handelt es sich um eine moderne Saalkirche. Die Grundkonstruktion besteht aus Stahlbeton, der mit Ziegelsteinen verfacht ist. Die farbigen Fenster aus gegossenem Glas werden durch Betonsprossen geteilt.
Über dem Portal befindet sich ein von Viktor Eichler geschaffenes Relief, das Christus als den Guten Hirten darstellt, der ein verlorenes Schaf aus Dorngestrüpp befreit. Die Bronzetür, ebenfalls  von Viktor Eichler, zeigt außen die Symbole der vier Kardinaltugenden Klugheit, Gerechtigkeit, Tapferkeit und Mäßigung. Auf der Innenseite finden sich die Symbole der drei göttlichen oder theologischen Tugenden Glaube, Hoffnung, Liebe (nach 1 Kor 13,13 ).
Der Altar befindet sich heute an der östlichen Seitenwand vor dem größten der Fenster. Ein Turm trägt die Glocken und überspannt torartig den Gehweg an der Adenauerallee. Im Untergeschoss der Kirche befinden sich Gemeinderäume.

## Geschichte
Von 1877 bis 1934 nutzte die alt-katholische Gemeinde am Bischofssitz der Alt-Katholischen Kirche in Deutschland die Namen-Jesu-Kirche an der Bonngasse für ihre Gottesdienste. Am Standort der heutigen St.-Cyprian-Kirche wurde 1934 die nach Plänen des ortsansässigen Architekten Julius Rolffs erbaute Friedenskirche geweiht, die jedoch bereits am 18. Oktober 1944 bei einem Bombenangriff auf die Bonner Innenstadt in Trümmer fiel. Nur das Stahlbetonskelett und eine einzige Glocke blieben erhalten.
Nach dem Wiederaufbau wurde die von dem Architekten Otto Firle entworfene neue Kirche am 21. Juli 1957 dem Patrozinium des heiligen Cyprian von Karthago unterstellt.
Bei der 1994 erfolgten Renovierung wurde die Ausrichtung gedreht, das Gestühl im Halbkreis um den Altar angeordnet und die Orgel in den vorherigen, nach Süden weisenden Altarraum versetzt.

## Ausstattung

### Taufbrunnen
Künstler: Viktor Eichler

### Triptychon
Künstler: Jochen Winde, Münster

### Pietà
Künstler: Viktor Eichler

### Tabernakel
Künstler: Matthias Furtmair, Bonn-Beuel

### Triumphkreuz
Künstler: Th. A. Winde

### Prinzipalien
- Altar, Sessio: Th. A. Winde
- Ambo: Jochen Winde, Münster

### Glasfenster
Künstler: Harry McLean, Heidelberg

### Gemälde
In der Sakristei hing in den 1960er-Jahren ein Gemälde von Franz von Lenbach, das den altkatholischen Gelehrten Ignaz von Döllinger darstellt.

## Glocken
Im Turm befindet sich seit 2005 ein Fünfergeläut, wovon die kleinste Glocke noch aus dem ursprünglichen Bau von 1934 stammt.
| Nr. | Name                                                      | Gussjahr | Gießer, Ort                       | Gewicht | Schlagton | Anmerkungen |
| --- | --------------------------------------------------------- | -------- | --------------------------------- | ------- | --------- | ----------- |
| 1   |                                                           | 2005     | Glockengießerei Perner (Passau)   | 800 kg  | g1        |             |
| 2   | Maria, selige Jungfrau und gesegnete Mutter unseres Herrn | 1957     | Glockengießerei Mabilon, Saarburg |         | a1        |             |
| 3   | Jesus Christus, ewiger Hoherpriester                      | 1957     | Glockengießerei Mabilon, Saarburg |         | c2        |             |
| 4   |                                                           | 2005     | Glockengießerei Perner (Passau)   | 200 kg  | d2        |             |
| 5   | Hl. Elisabeth von Thüringen                               | 1934     | Glockengießerei Ulrich, Apolda    |         | e2        |             |

## Orgel

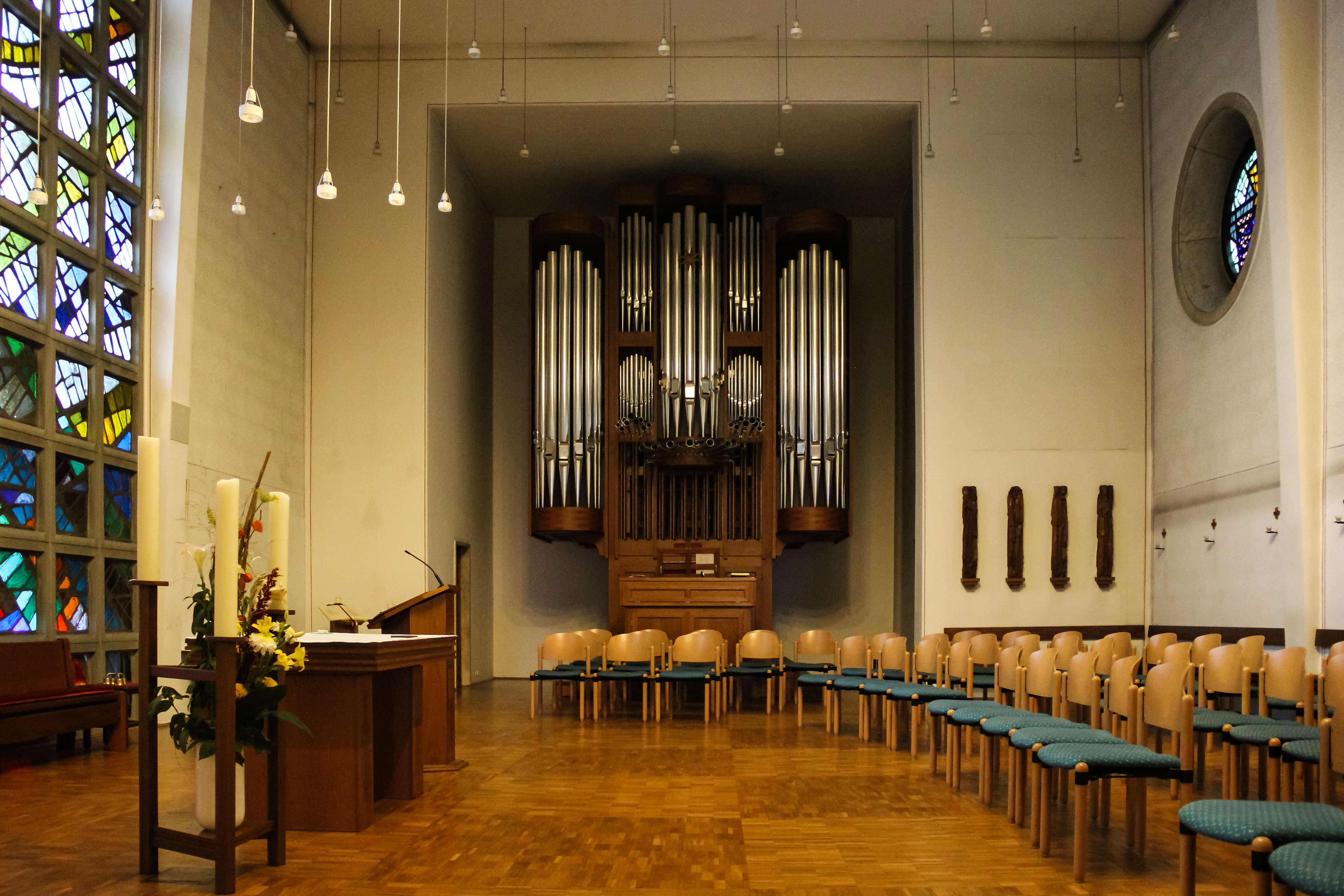
Orgel

Das Gehäuse der Orgel stammt von Jochen Winde aus Münster. Orgelbaumeister war Willi Peter aus Köln-Mülheim. Die Orgel steht ebenerdig und bestimmt das Blickfeld beim Betreten der Kirche mit einem klassischen Prospektaufbau, welcher die Werke klar erkennen lässt. Zuoberst das Hauptwerk, im Rücken des Organisten das Schwellwerk, dazwischen die horizontale Chamade des Hauptwerks. Beide Manualwerke werden von Pedaltürmen eingerahmt. Die Orgel hat eine mechanische Traktur, elektrische Setzerkombinationen und 22 klingende Register sowie einen Zimbelstern.
| I Hauptwerk |       |
| Pommer      | 16′   |
| Principal   | 8′    |
| Offenflöte  | 8′    |
| Octave      | 4′    |
| Mixtur IV   | 1 ⁄3′ |
| Trompete    | 8′    |
| Chamade     | 8′    |
| Tremulant   |       |

| II Schwellwerk |        |
| Gedeckt        | 8′     |
| Principal      | 4′     |
| Blockflöte     | 4′     |
| Rohrflöte      | 2′     |
| Terz           | 1 3⁄5′ |
| Quinte         | 1 ⁄3′  |
| Scharf III-IV  | 1′     |
| Vox humana     | 8′     |

| Pedal          |       |
| Subbass        | 16′   |
| Octavbass      | 8′    |
| Gedecktbass    | 8′    |
| Choralbass     | 8′    |
| Rauschwerk III | 2 ⁄3′ |
| Posaune        | 16′   |

- Koppeln: II/I, I/P, II/P
- Nebenregister: Zimbelstern